# Talisia laevigata
Talisia laevigata är en kinesträdsväxtart som beskrevs av P. Acevedo-rodriguez. Talisia laevigata ingår i släktet Talisia och familjen kinesträdsväxter. Inga underarter finns listade i Catalogue of Life.